# فرهنگ زندگی‌نامه‌ها
فرهنگ زندگی‌نامه‌ها کتابی از حسن انوشه و دیگران است که در سال ۱۳۶۹ منتشر و در مراسم کتاب سال جمهوری اسلامی ایران به‌عنوان کتاب شایسته تقدیر معرفی شد.